# Eleições autárquicas portuguesas de 1979 no distrito da Guarda
| Eleições autárquicas portuguesas de 1979 Distritos: Aveiro \| Beja \| Braga \| Bragança \| Castelo Branco \| Coimbra \| Évora \| Faro \| Guarda \| Leiria \| Lisboa \| Portalegre \| Porto \| Santarém \| Setúbal \| Viana do Castelo \| Vila Real \| Viseu \| Açores \| Madeira |

## Resultados por concelho
Os resultados nos concelhos do distrito da Guarda foram os seguintes:

### Aguiar da Beira
| Partido                 | Partido                 | Votos | %               | +/-  | Vereadores | +/-     |
| ----------------------- | ----------------------- | ----- | --------------- | ---- | ---------- | ------- |
|                         | Aliança Democrática     | 2 706 | 86,51 / 100,00  | Novo | 5 / 5      | Novo    |
|                         | Partido Socialista      | 237   | 7,58 / 100,00   | -    | 0 / 5      | -       |
|                         | Aliança Povo Unido      | 72    | 2,30 / 100,00   | 0,60 | 0 / 5      | Estável |
| Votos Inválidos         | Votos Inválidos         | 113   | 3,62 / 100,00   | 1,58 |            |         |
| Total                   | Total                   | 3 128 | 100,00 / 100,00 |      | 5 / 5      |         |
| Eleitorado/Participação | Eleitorado/Participação | 5 040 | 62,06 / 100,00  | 0,10 |            |         |

### Almeida
| Partido                 | Partido                   | Votos | %               | +/-   | Vereadores | +/-     |
| ----------------------- | ------------------------- | ----- | --------------- | ----- | ---------- | ------- |
|                         | Centro Democrático Social | 4 503 | 79,76 / 100,00  | 24,78 | 5 / 5      | 2       |
|                         | Partido Socialista        | 731   | 12,95 / 100,00  | 6,06  | 0 / 5      | 1       |
|                         | Aliança Povo Unido        | 253   | 4,48 / 100,00   | 2,63  | 0 / 5      | Estável |
| Votos Inválidos         | Votos Inválidos           | 159   | 2,82 / 100,00   | 2,47  |            |         |
| Total                   | Total                     | 5 646 | 100,00 / 100,00 |       | 5 / 5      |         |
| Eleitorado/Participação | Eleitorado/Participação   | 7 808 | 72,31 / 100,00  | 9,78  |            |         |

### Celorico da Beira
| Partido                 | Partido                 | Votos | %               | +/-   | Vereadores | +/-     |
| ----------------------- | ----------------------- | ----- | --------------- | ----- | ---------- | ------- |
|                         | Aliança Democrática     | 4 040 | 74,86 / 100,00  | Novo  | 4 / 5      | Novo    |
|                         | Partido Socialista      | 1 024 | 18,97 / 100,00  | 15,48 | 1 / 5      | 1       |
|                         | Aliança Povo Unido      | 178   | 3,30 / 100,00   | 1,72  | 0 / 5      | Estável |
| Votos Inválidos         | Votos Inválidos         | 155   | 2,87 / 100,00   | 5,13  |            |         |
| Total                   | Total                   | 5 397 | 100,00 / 100,00 |       | 5 / 5      |         |
| Eleitorado/Participação | Eleitorado/Participação | 7 514 | 71,83 / 100,00  | 15,31 |            |         |

### Figueira de Castelo Rodrigo
| Partido                 | Partido                   | Votos | %               | +/-   | Vereadores | +/-     |
| ----------------------- | ------------------------- | ----- | --------------- | ----- | ---------- | ------- |
|                         | Partido Social Democrata  | 1 862 | 41,45 / 100,00  | 15,43 | 2 / 5      | Estável |
|                         | Centro Democrático Social | 1 335 | 29,72 / 100,00  | 4,26  | 2 / 5      | Estável |
|                         | Partido Socialista        | 893   | 19,88 / 100,00  | 6,08  | 1 / 5      | Estável |
|                         | Aliança Povo Unido        | 171   | 3,81 / 100,00   | 1,35  | 0 / 5      | Estável |
| Votos Inválidos         | Votos Inválidos           | 231   | 5,14 / 100,00   | 3,74  |            |         |
| Total                   | Total                     | 4 492 | 100,00 / 100,00 |       | 5 / 5      |         |
| Eleitorado/Participação | Eleitorado/Participação   | 7 061 | 63,62 / 100,00  | 12,16 |            |         |

### Fornos de Algodres
| Partido                 | Partido                 | Votos | %               | +/-   | Vereadores | +/-     |
| ----------------------- | ----------------------- | ----- | --------------- | ----- | ---------- | ------- |
|                         | Aliança Democrática     | 2 896 | 76,01 / 100,00  | Novo  | 4 / 5      | Novo    |
|                         | Partido Socialista      | 700   | 18,37 / 100,00  | -     | 1 / 5      | -       |
|                         | Aliança Povo Unido      | 115   | 3,02 / 100,00   | 2,56  | 0 / 5      | Estável |
| Votos Inválidos         | Votos Inválidos         | 99    | 2,60 / 100,00   | 6,28  |            |         |
| Total                   | Total                   | 3 810 | 100,00 / 100,00 |       | 5 / 5      |         |
| Eleitorado/Participação | Eleitorado/Participação | 4 943 | 77,08 / 100,00  | 14,10 |            |         |

### Gouveia
| Partido                 | Partido                 | Votos  | %               | +/-   | Vereadores | +/-     |
| ----------------------- | ----------------------- | ------ | --------------- | ----- | ---------- | ------- |
|                         | Partido Socialista      | 6 008  | 52,52 / 100,00  | 11,79 | 4 / 7      | Estável |
|                         | Aliança Democrática     | 4 363  | 38,14 / 100,00  | Novo  | 3 / 7      | Novo    |
|                         | Aliança Povo Unido      | 530    | 4,63 / 100,00   | 1,68  | 0 / 5      | Estável |
| Votos Inválidos         | Votos Inválidos         | 538    | 4,71 / 100,00   | 3,54  |            |         |
| Total                   | Total                   | 11 439 | 100,00 / 100,00 |       | 7 / 7      |         |
| Eleitorado/Participação | Eleitorado/Participação | 14 809 | 77,24 / 100,00  | 17,23 |            |         |

### Guarda
| Partido                 | Partido                 | Votos  | %               | +/-   | Vereadores | +/-     |
| ----------------------- | ----------------------- | ------ | --------------- | ----- | ---------- | ------- |
|                         | Partido Socialista      | 12 605 | 54,28 / 100,00  | 20,72 | 4 / 7      | 1       |
|                         | Aliança Democrática     | 8 631  | 37,17 / 100,00  | Novo  | 3 / 7      | Novo    |
|                         | Aliança Povo Unido      | 696    | 3,00 / 100,00   | 1,89  | 0 / 7      | Estável |
|                         | PCTP/MRPP               | 412    | 1,77 / 100,00   | 0,04  | 0 / 7      | Estável |
| Votos Inválidos         | Votos Inválidos         | 877    | 3,78 / 100,00   | 3,08  |            |         |
| Total                   | Total                   | 23 221 | 100,00 / 100,00 |       | 7 / 7      |         |
| Eleitorado/Participação | Eleitorado/Participação | 29 202 | 79,52 / 100,00  | 15,30 |            |         |

### Manteigas
| Partido                 | Partido                 | Votos | %               | +/-   | Vereadores | +/-     |
| ----------------------- | ----------------------- | ----- | --------------- | ----- | ---------- | ------- |
|                         | Aliança Democrática     | 1 050 | 43,14 / 100,00  | Novo  | 2 / 5      | Novo    |
|                         | Partido Socialista      | 806   | 33,11 / 100,00  | 0,36  | 2 / 5      | Estável |
|                         | Aliança Povo Unido      | 510   | 20,95 / 100,00  | 14,67 | 1 / 5      | 1       |
| Votos Inválidos         | Votos Inválidos         | 68    | 2,80 / 100,00   | 2,70  |            |         |
| Total                   | Total                   | 2 434 | 100,00 / 100,00 |       | 5 / 5      |         |
| Eleitorado/Participação | Eleitorado/Participação | 3 279 | 74,23 / 100,00  | 13,00 |            |         |

### Mêda
| Partido                 | Partido                 | Votos | %               | +/-  | Vereadores | +/-     |
| ----------------------- | ----------------------- | ----- | --------------- | ---- | ---------- | ------- |
|                         | Aliança Democrática     | 4 020 | 83,39 / 100,00  | Novo | 5 / 5      | Novo    |
|                         | Partido Socialista      | 517   | 10,72 / 100,00  | 2,49 | 0 / 5      | Estável |
|                         | Aliança Povo Unido      | 156   | 3,24 / 100,00   | 0,76 | 0 / 5      | Estável |
| Votos Inválidos         | Votos Inválidos         | 128   | 2,65 / 100,00   | 2,88 |            |         |
| Total                   | Total                   | 4 821 | 100,00 / 100,00 |      | 5 / 5      |         |
| Eleitorado/Participação | Eleitorado/Participação | 6 304 | 76,48 / 100,00  | 8,93 |            |         |

### Pinhel
| Partido                 | Partido                 | Votos  | %               | +/-   | Vereadores | +/-  |
| ----------------------- | ----------------------- | ------ | --------------- | ----- | ---------- | ---- |
|                         | Aliança Democrática     | 5 347  | 70,97 / 100,00  | Novo  | 6 / 7      | Novo |
|                         | Aliança Povo Unido      | 1 080  | 14,34 / 100,00  | 7,52  | 1 / 7      | 1    |
|                         | Partido Socialista      | 796    | 10,57 / 100,00  | 7,06  | 0 / 5      | 1    |
| Votos Inválidos         | Votos Inválidos         | 311    | 4,13 / 100,00   | 7,53  |            |      |
| Total                   | Total                   | 7 534  | 100,00 / 100,00 |       | 7 / 7      |      |
| Eleitorado/Participação | Eleitorado/Participação | 10 570 | 71,28 / 100,00  | 14,39 |            |      |

### Sabugal
| Partido                 | Partido                   | Votos  | %               | +/-   | Vereadores | +/-     |
| ----------------------- | ------------------------- | ------ | --------------- | ----- | ---------- | ------- |
|                         | Partido Social Democrata  | 3 949  | 36,57 / 100,00  | -     | 3 / 7      | -       |
|                         | Centro Democrático Social | 3 712  | 34,38 / 100,00  | 25,33 | 3 / 7      | 2       |
|                         | Partido Socialista        | 2 164  | 20,04 / 100,00  | 9,06  | 1 / 7      | 1       |
|                         | Aliança Povo Unido        | 407    | 3,77 / 100,00   | 1,04  | 0 / 7      | Estável |
| Votos Inválidos         | Votos Inválidos           | 566    | 5,24 / 100,00   | 3,22  |            |         |
| Total                   | Total                     | 10 798 | 100,00 / 100,00 |       | 7 / 7      |         |
| Eleitorado/Participação | Eleitorado/Participação   | 15 410 | 70,07 / 100,00  | 8,47  |            |         |

### Seia
| Partido                 | Partido                   | Votos  | %               | +/-   | Vereadores | +/-     |
| ----------------------- | ------------------------- | ------ | --------------- | ----- | ---------- | ------- |
|                         | Partido Socialista        | 9 728  | 56,49 / 100,00  | 27,13 | 4 / 7      | 1       |
|                         | Aliança Democrática       | 6 265  | 36,38 / 100,00  | Novo  | 3 / 7      | Novo    |
|                         | Aliança Povo Unido        | 611    | 3,55 / 100,00   | 1,36  | 0 / 7      | Estável |
|                         | União Democrática Popular | 169    | 0,98 / 100,00   | -     | 0 / 7      | -       |
| Votos Inválidos         | Votos Inválidos           | 449    | 2,61 / 100,00   | 4,35  |            |         |
| Total                   | Total                     | 17 222 | 100,00 / 100,00 |       | 7 / 7      |         |
| Eleitorado/Participação | Eleitorado/Participação   | 22 231 | 77,47 / 100,00  | 15,28 |            |         |

### Trancoso
| Partido                 | Partido                 | Votos | %               | +/-   | Vereadores | +/-     |
| ----------------------- | ----------------------- | ----- | --------------- | ----- | ---------- | ------- |
|                         | Aliança Democrática     | 4 170 | 61,27 / 100,00  | Novo  | 3 / 5      | Novo    |
|                         | Partido Socialista      | 2 222 | 32,65 / 100,00  | 10,98 | 2 / 5      | 1       |
|                         | Aliança Povo Unido      | 179   | 2,63 / 100,00   | 1,98  | 0 / 5      | Estável |
| Votos Inválidos         | Votos Inválidos         | 235   | 3,46 / 100,00   | 3,23  |            |         |
| Total                   | Total                   | 6 806 | 100,00 / 100,00 |       | 5 / 5      |         |
| Eleitorado/Participação | Eleitorado/Participação | 9 615 | 70,79 / 100,00  | 14,82 |            |         |

### Vila Nova de Foz Côa
| Partido                 | Partido                 | Votos | %               | +/-   | Vereadores | +/-     |
| ----------------------- | ----------------------- | ----- | --------------- | ----- | ---------- | ------- |
|                         | Aliança Democrática     | 3 631 | 61,84 / 100,00  | Novo  | 3 / 5      | Novo    |
|                         | Partido Socialista      | 1 916 | 32,63 / 100,00  | 7,00  | 2 / 5      | 1       |
|                         | Aliança Povo Unido      | 122   | 2,08 / 100,00   | 3,35  | 0 / 5      | Estável |
| Votos Inválidos         | Votos Inválidos         | 203   | 3,46 / 100,00   | 1,95  |            |         |
| Total                   | Total                   | 5 872 | 100,00 / 100,00 |       | 5 / 5      |         |
| Eleitorado/Participação | Eleitorado/Participação | 8 369 | 70,16 / 100,00  | 10,63 |            |         |